# Droit et justice (Croatie)
 (février 2025).
Si vous disposez d'ouvrages ou d'articles de référence ou si vous connaissez des sites web de qualité traitant du thème abordé ici, merci de compléter l'article en donnant les références utiles à sa vérifiabilité et en les liant à la section « Notes et références ».
Droit et Justice (en croate : Pravo i Pravda, PiP) est un parti politique populiste croate créé par l'unification des partis La Clé de la Croatie (Ključ Hrvatska, anciennement Bouclier humain), Changeons la Croatie (Promijenimo Hrvatsku) et la liste indépendante de Mislav Kolakušić. Le parti est enregistré le 7 mars 2024 et son siège est à Zagreb.

## Présentation
Mislav Kolakušić est le président du parti et les présidents des partis constituants, Ivan Vilibor Sinčić et Ivan Lovrinović (hr), sont les vice-présidents du parti.
En tant que parti souverainiste, il s'oppose à la corruption, à la mondialisation, à l'immigration et à ce qu'on appelle "idéologie du genre".
Bien qu'il partage un nom avec le parti nationaliste polonais Pravo i Pravda, Kolakušić et Sinčić nient toute coopération avec lui au Parlement européen.

## Résultats électoraux

### Élections législatives
| Année | Voix    | %    | Rang | Sièges  | Gouvernement |
| ----- | ------- | ---- | ---- | ------- | ------------ |
| 2024  | 202 714 | 9,56 | 3e   | 1 / 151 | XVIe         |

### Élections européennes
| Année | Voix   | %    | Rang | Sièges | Groupe              |
| ----- | ------ | ---- | ---- | ------ | ------------------- |
| 2024  | 22 214 | 2,99 | 8e   | 0 / 12 | Extra-parlementaire |